# Georg Schädler

Georg Schädler

Georg Schädler (* 10. Juni 1887 in Gopprechts; † 14. Februar 1971 in Niedersonthofen) war ein deutscher Politiker (NSDAP).

## Leben und Wirken

### Frühes Leben
Als Kind besuchte Schädler die Volksschule. Später wurde er an der Fortbildungsschule ausgebildet.
Von 1914 bis 1918 nahm Schädler mit dem Bayerischen Infanterie-Regiment Nr. 3 und dem Bayerischen Landwehrinfanterieregiment Nr. 3 am Ersten Weltkrieg teil.

### Weimarer Republik und NS-Zeit
Nach dem Ersten Weltkrieg ließ Schädler sich als Bauer in Gopprechts bei Niedersonthofen nieder. Von 1921 bis 1932 war er an führender Stelle im landwirtschaftlichen Genossenschaftswesen tätig. Für seine Leistungen auf dem Gebiet der Milchwirtschaft wurde er mit der Silbernen Dr.-Herz-Denkmünze ausgezeichnet.
1930 wurde Schädler Gauredner der NSAP. Später übernahm er das Amt des Abschnittsfachberaters des agrarpolitischen Apparates der NSDAP.
Sein erstes öffentliches Amt übernahm Schädler als Mitglied des Kreistags von Schwaben-Neuburg. Außerdem wurde er Mitglied des Deutschen Gemeindetags.
Von 1932 bis zur Auflösung dieser Körperschaft im Herbst 1933 war Schädler Mitglied des Bayerischen Landtags. Anschließend saß er von November 1933 bis zum Ende der NS-Herrschaft im Frühjahr 1945 als Abgeordneter für den Wahlkreis 24 (Oberbayern-Schwaben) im nationalsozialistischen Reichstag.